# اکونا
اکونا (به انگلیسی: Akona) یک منطقهٔ مسکونی در هند است که در اوتار پرادش واقع شده‌است.